# Pieve di San Leolino (Rignano sull'Arno)
La pieve di San Leolino si trova nel comune di Rignano sull'Arno, in provincia di Firenze.

## Storia
La pieve, oggi in posizione apparentemente appartata, sorse in realtà su una via tanto antica quanto frequentata, la strada romana conosciuta come Cassia vetus, poi strada dei Setteponti, che da Roma, e poi Arezzo, conduceva attraverso le pendici del Pratomagno verso Fiesole e Firenze. In particolare la chiesa si trova su quella che era una diversione della strada romana, realizzata nel 59 a.C., che da Cascia, per abbreviare l'itinerario ed evitare la "curva" di Pontassieve, passava da Leccio, attraversava l'Arno proprio a Rignano e poi continuava verso Florentia, ed era una delle 'tappe' della strada stessa, prima della pieve di San Lorenzo a Miransù. Un primo insediamento religioso dovrebbe quindi risalire probabilmente ad epoca tardo romana, come testimonierebbe il ritrovamento di resti di tombe ma, in relazione all'attraversamento del fiume e poi del ponte, il luogo è costantemente frequentato fino al X − XI secolo, periodo di costruzione della Pieve, ed anche successivamente.
La plebe Sancti Leolini sito Ringnano è ricordata per la prima volta in un documento datato agosto 1008 (ASF, Diplomatico San Lorenzo a Coltibuono, agosto 1008), il che ne fa una delle prime quindici Pievi tra quelle conosciute della Diocesi di Fiesole a quella data. Il documento certifica infatti una datazione dell'edificio al tardo X secolo. La chiesa ebbe un Capitolo di canonici già dal XII secolo e da essa dipendevano otto chiese parrocchiali della zona, alle quali si aggiunse solo nel 1302 la vicina chiesa di Santa Maria.
La chiesa ha avuto praticamente sempre problemi strutturali dovuti allo spostamento verso il basso della collina che la sovrasta, e già nel Quattrocento è descritta in cattive condizioni. Nel Cinquecento si attuano una serie di lavoro che ne migliorano la situazione strutturale, ma successivamente, forse nel tardo Seicento, subisce degli interventi non documentati che la trasformano in una chiesa metà a navata unica nella parte anteriore, e a tre navate in quella verso l'abside, forse a seguito di crolli nella parte verso la facciata. Sempre in un periodo collocabile tra Seicento e Settecento vengono innalzati quattro altari laterali, oggi non più esistenti. Nel Settecento lo spazio riservato ai fedeli fu ridotto e le due navate laterali furono adibite, quella a sinistra come oratorio della Compagnia della Natività di Maria, quella a destra a cucina e a rimessa di contadini.
Nell'Ottocento i problemi strutturali si ripresentarono ma, a causa di mancanza di fondi non vi si fece fronte fino all'arrivo, nel 1874, del pievano don Giovanni Maioli che fu poi costretto ad intervenire rapidamente in una situazione che si era fatta molto critica. Nel 1882, ottenuti dei fondi governativi, si avviarono i restauri che portarono anche alla riapertura delle navate laterali, e che si conclusero il 25 novembre 1883.
Nella prima metà del XX secolo, crescendo sempre di più il paese, crebbe sempre di più la percezione tra i rignanesi dell'eccessiva lontananza della pieve dal centro abitato. Con l'inaugurazione della nuova chiesa parrocchiale nel centro del paese, l'antica pieve comincia ad essere trascurata e nel 1960 sarà definitivamente abbandonata, anche a causa delle sue condizioni non buone. Solo negli anni novanta si risveglierà l'interesse verso l'importante monumento dimenticato e, grazie ad un apposito Comitato di cittadini, e con il sostegno dell'Amministrazione Comunale, si poté arrivate ad una ristrutturazione completa dell'edificio, che riuscì a sanarne anche i problemi statici, e che si conclusero con l'inaugurazione avvenuta il 3 giugno 2000. Il 12 luglio 2008 è stato festeggiato il millenario della pieve.

## Descrizione

### La chiesa
La pieve di Rignano, intitolata a San Leolino (santo dal culto assai antico), risalendo al X-XI secolo, può considerarsi tra le più antiche di quel gruppo di chiese romaniche del contado fiorentino che non avevano come loro modello a Firenze i marmi di splendente classicità del Battistero o di San Miniato al Monte, ma piuttosto le caratteristiche della scomparsa, romanica cattedrale di Santa Reparata, dell'XI secolo. Si tratta, come qui a Rignano, di chiese dalle forme semplici e regolari, di chiara volumetria, che uniscono un lessico di importazione lombarda all'eredità della tradizione antica, molto viva a Firenze. Nelle parti più antiche sopravvissute, l'edificio presenta un bel paramento murario di bozze regolari di pietraforte e alberese disposte a filaretto, che era probabilmente destinato ad essere visibile, dato anche il chiaro intento decorativo dell'alternarsi di pietra più chiara e più scura.

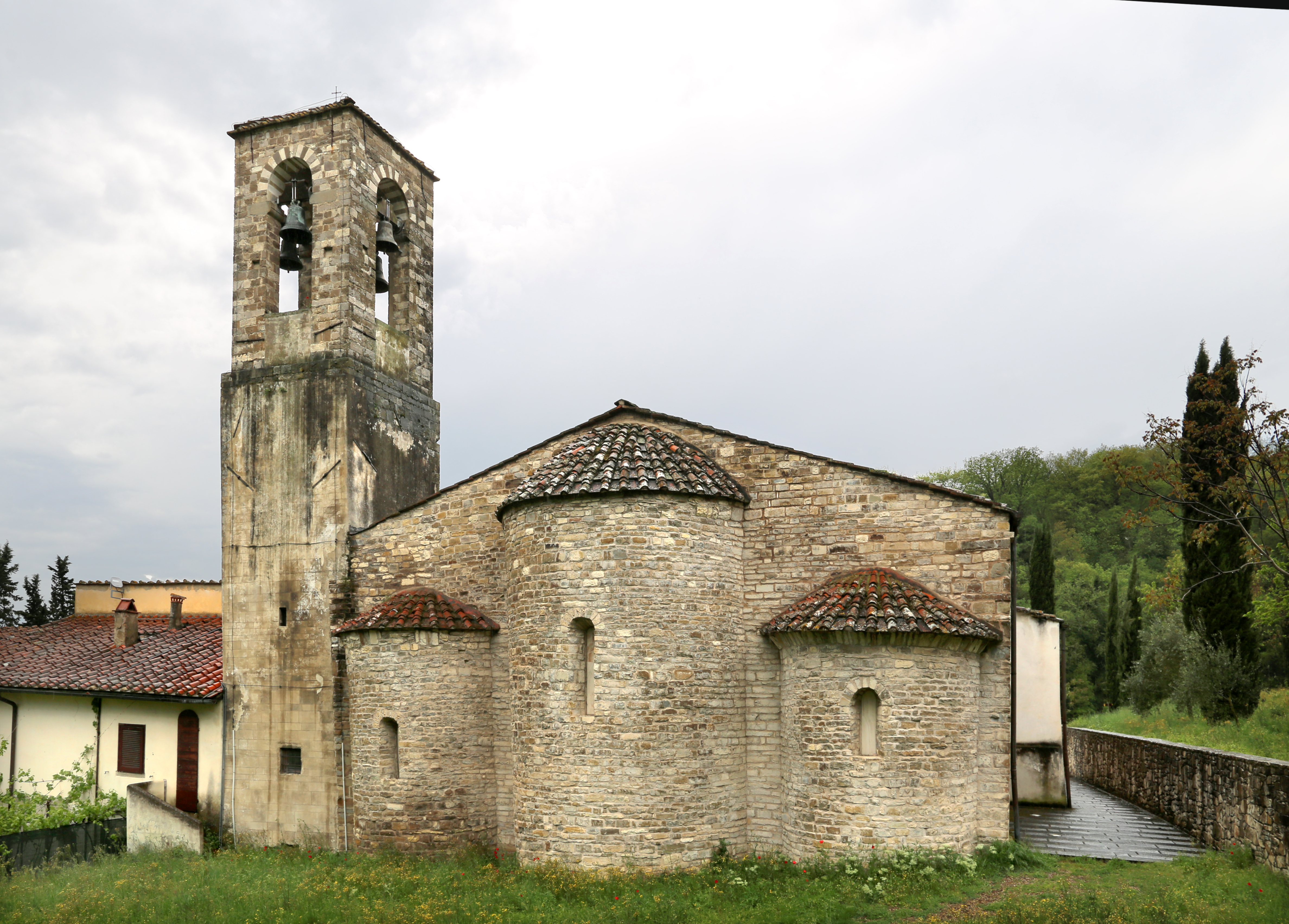
Le absidi e il campanile

### Il campanile
Il campanile, situato accanto all'abside destra, si presenta diviso in due parti, la inferiore, più larga, che coincide con una buona parte dell'altezza del campanile, e la cella nella parte superiore. Il fusto, fino al punto in cui si restringe, appartiene ad una fase di costruzione molto antica, forse addirittura precedente alla costruzione della chiesa, e potrebbe aver riutilizzato una precedente torre. La cella con le aperture ad arco, invece, è frutto della ristrutturazione del 1883, dato che il campanile, ancora nel 1851 è descritto "a ventola".

### L'interno

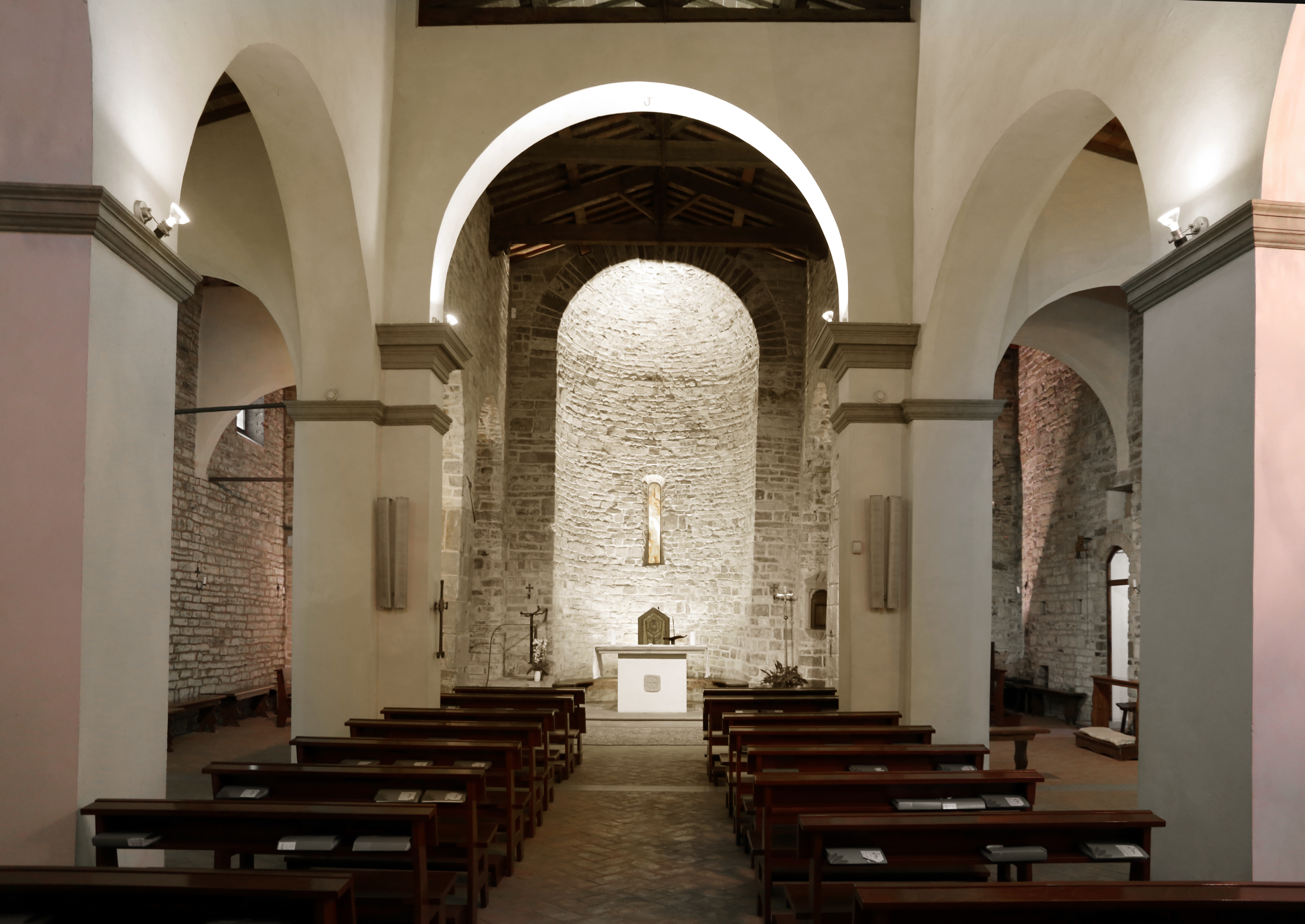
Interno

La pieve è caratterizzata all'interno da un impianto basilicale classico concluso da tre absidi semicircolari, le quali appartengono, come al campanile (eccetto la cella superiore), alla fase di costruzione originaria proto-romanica, come le due campate più vicine al presbiterio che il paramento in pietra distingue dal resto della chiesa, intonacato, contraddistinto da pilastri reggenti archi, che dividono la chiesa in tre navate, rutto della citata trasformazione seicentesca che ha abbassato ed accorciato la parte anteriore della chiesa. La presenza, nella parte più antica, di solidi pilastri quadrangolari e non di colonne come in altre chiese romaniche, rappresenta un'ulteriore prova della sua datazione molto antica. I capitelli dei pilastri proto-romanici non presentano decorazione scultorea, a differenza di quello che avviene nel confinante gruppo di più tarde pievi romaniche del Casentino e del Valdarno. 

### Le Opere d'arte della chiesa

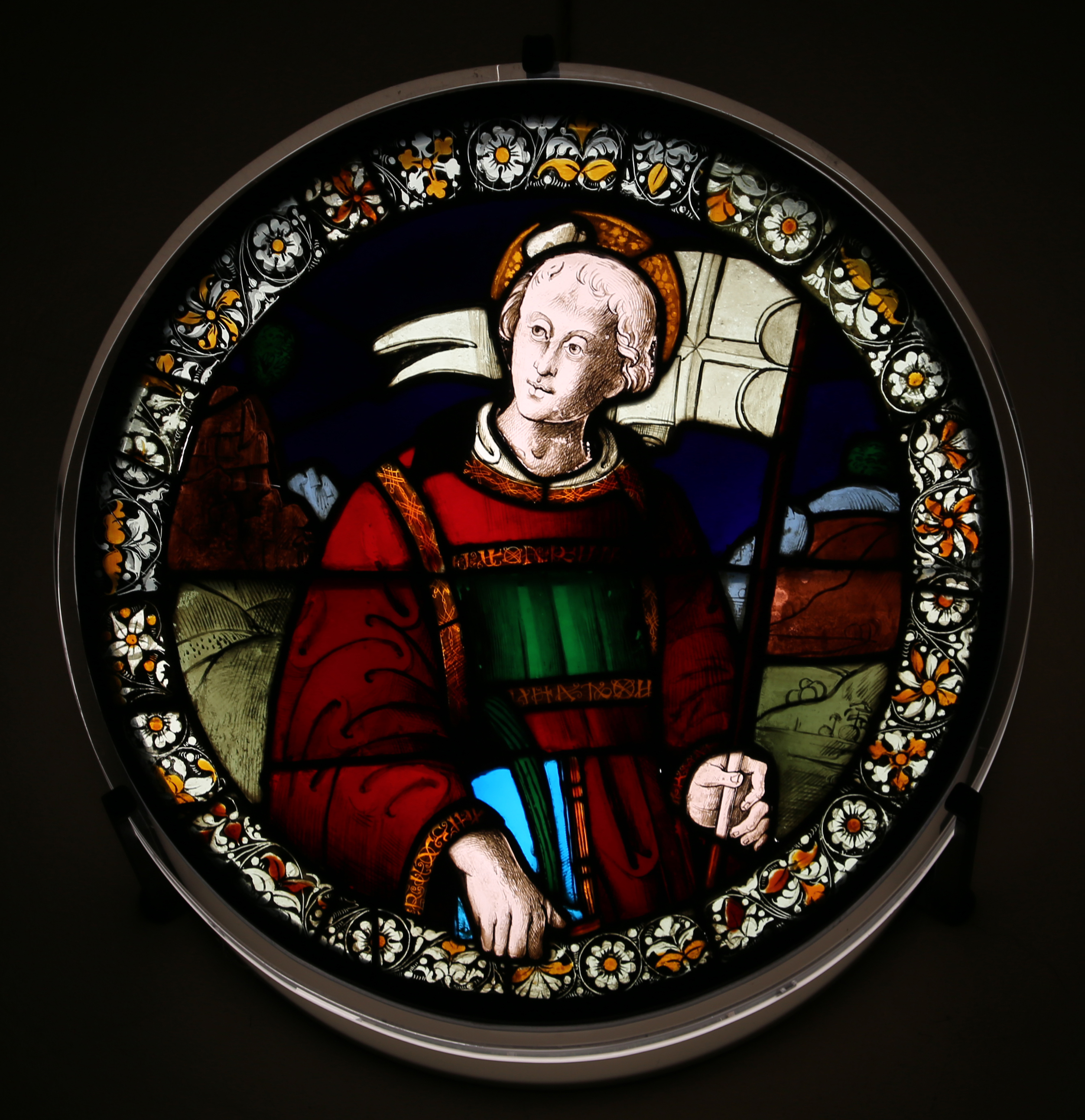
Vetrata con Santo Stefano, attribuita alla Bottega dei Frati Gesuati di San Giusto alle Mura e al disegno del Perugino

Il restauro che ha interessato la chiesa ha riguardato anche le sue opere d'arte, in particolare due affreschi, le opere più importanti, salvati per mezzo del distacco. Uno di questi è quello che era originariamente nell'abside sinistra e che rappresenta l'Incoronazione della Vergine, Angeli, Santa Maria Maddalena ed Agata e due Santi non identificabili. L'affresco, di cultura tardogiottesca è vicino agli esiti dell'Orcagna e di Jacopo e Nardo di Cione ed è stato attribuito anche a Cenni di Francesco di Ser Cenni e datato intorno al 1370. L'affresco, rimasto danneggiata sulla sinistra, del quale si è conservata anche la sinopia, costituiva una versione economica di un polittico ed era in origine corredato di una cornice lignea.

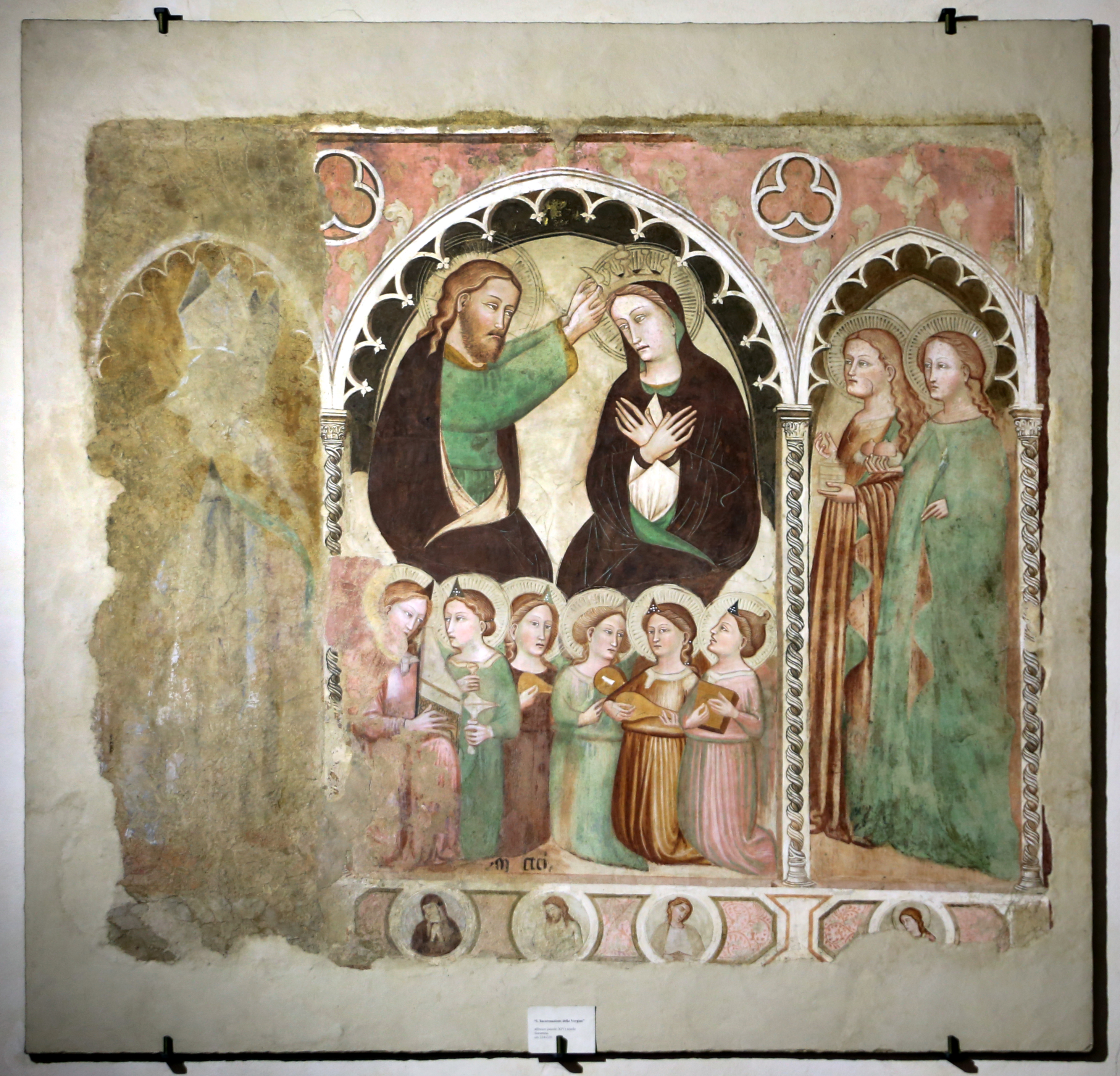
Scuola dell'Orcagna, Incoronazione della Vergine, Angeli e Sante, 1370 circa

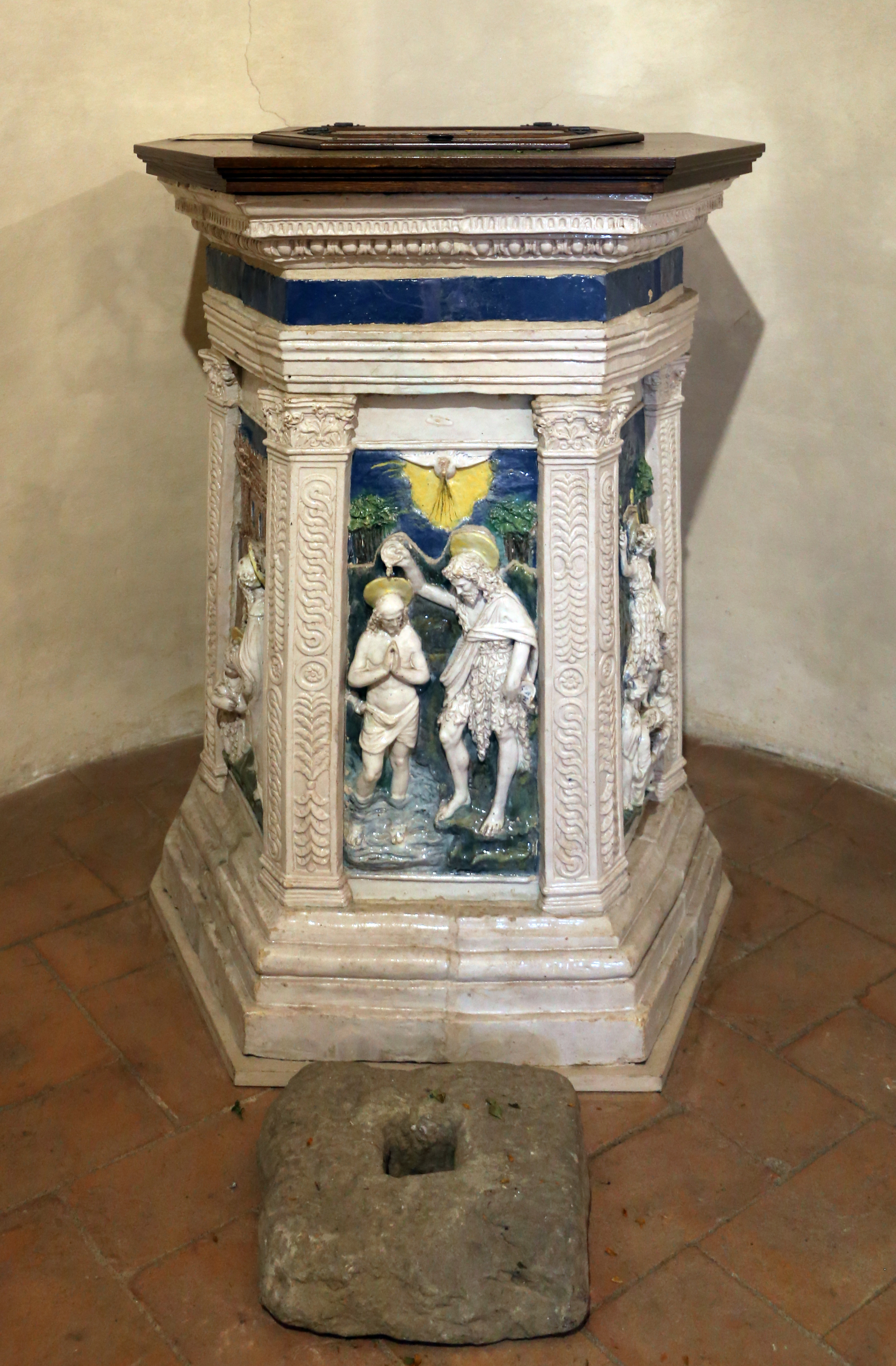
Il fonte battesimale della bottega di Santi Buglioni

L'altro è un frammento, comunque leggibile, con la Madonna che allatta il Bambino, detta "della Consolazione". Di epoca più tarda, del primo quarto del Quattrocento, è attribuito a Bicci di Lorenzo, proveniente da un tabernacolo di proprietà vallombrosana, poi diventato oratorio all'inizio del Seicento, che era in località Sezzano, oggi detta "La Madonna". Trasferita al Paradisino di Vallombrosa nel momento della vendita dell'oratorio nel 1789, l'immagine ritornò a Rignano nel 1811 e fu collocata nella Pieve ad un altare apposito. Da allora il frammento rimase nell'abbandonata pieve fino al suo restauro nel 1996 e alla riapertura della chiesa nel 2000.
La chiesa conserva anche altre opere d'arte: la vetrata rinascimentale circolare con Santo Stefano, restaurata nel 2018, proviene dalla chiesa di Santo Stefano alle Corti e fu realizzata, probabilmente su disegno del Perugino o di un artista a lui vicino, dalla bottega dei frati Gesuati di San Giusto alle Mura a Firenze e può datarsi tra fine Quattrocento ed inizio Cinquecento. Il fonte battesimale esagonale in terracotta invetriata, restaurato nel 2001, presenta sei rilievi divisi tra loro da doppi pilastrini e raffiguranti storie di San Giovanni Battista. Lo scomparto da considerarsi frontale rappresenta il Battesimo di Gesù. La definizione dei volti, la loro espressività, il modellato molto rilevato, permettono di attribuirlo alla bottega di Santi Buglioni forse con la collaborazione di Benedetto (1510–1520 circa).
Sulla parete della navata destra è anche una tela di un autore ancora ignoto con l'Educazione della Vergine, restaurata nel 2007, che è una copia fedele di uno stesso soggetto di Giovan Francesco Romanelli nella chiesa di San Vigilio a Siena. In controfacciata, sopra la porta, è stato collocato un Crocifisso ligneo dell'inizio del XVI secolo di alta qualità ma di uno scultore fiorentino non identificato.